# Grabenschere

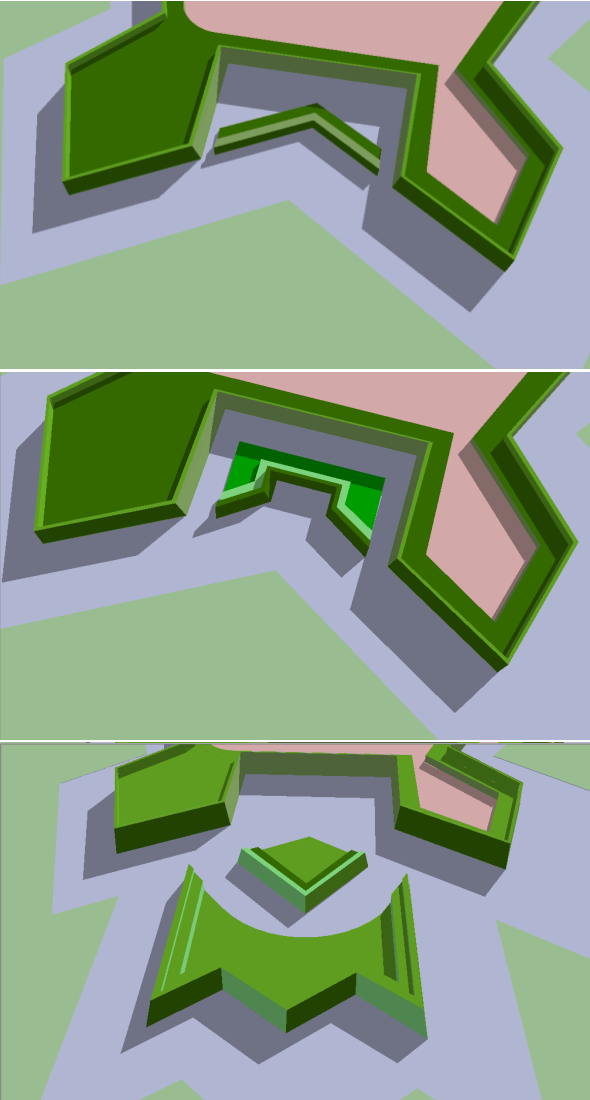
Oberes Bild: einfache Grabenschere; mittleres Bild: verstärkte Grabenschere; unteres Bild: ohne Grabenschere, dafür aber mit Ravelin und doppelte Tenaille als Vorwerk

Eine Grabenschere (frz. Tenaille) ist ein häufig errichtetes Vorwerk des bastionären Befestigungssystems, das seit der Zeit der beiden französischen Festungsbaumeister Vauban und Louis de Cormontaigne (1695–1752) regelmäßig im Festungsgraben errichtet wurde. Die Grabenschere war ein für Schützen eingerichteter niedriger Wall mit Brustwehr, der freistehend vor der Kurtine zwischen zwei Bastionen im Hauptgraben einer Festung errichtet wurde. Sie hatte hauptsächlich drei Aufgaben: Sie diente zum einen den Verteidigern als Grabenstreiche, um den Graben vor den beiden angrenzenden Bastionen, bestreichen zu können, zum anderen als Rückhalt, für das stets davorliegende Ravelin, das von hier aus von hinten unter Feuer genommen konnte und zum dritten sollte sie den unteren Teil des gleich dahinterliegenden Kurtinenmauerwerks gegen den direkten Beschuss der Belagerungsartillerie abschirmen, d. h., es sollte ein wirkungsvolles Schießen einer Bresche in der Kurtine verhindern.  Die Grabenschere besaß zwei Bauformen: die „einfache Grabenschere“ hatte die Form eines einfachen einspringenden Winkels (daher der Namen Grabenschere), der auf die Facen (d. h. die Vorderseiten) der beiden angrenzenden Bastionen ausgerichtet war. Die „verstärkte Grabenschere“ besaß den Grundriss einer kleinen bastionierten Front, die jedoch ebenfalls auf die beiden angrenzenden Bastionen ausgerichtet war.